# Madonna Oriente
Madonna Oriente oder Signora Oriente (Frau aus dem Orient), auch bekannt als La Signora del Gioco (Die Frau des Spiels), sind Namen einer vermeintlichen religiösen Figur, welche von zwei italienischen Frauen, welche die Inquisition 1390 als Hexen hingerichtet hatte, beschrieben wurde.
Die von ihnen überlieferte Geschichte ist eine durchdachte und fantastische Erzählung von okkulten religiösen Ritualen, welche in den Häusern wohlhabender Individuen aus Mailand praktiziert wurden. Dabei soll eine als Madonna Oriente bekannte Frau, welche möglicherweise von ihren Anhängern als Göttin betrachtet wurde, magische Akte, wie z. B. die Wiederbelebung geschlachteter Tiere durchgeführt haben.
Die zwei Frauen, Sibilla Zanni und Pierina de Bugatis, wurden der Inquisition erstmals 1384 vorgeführt, wobei ihre Geschichte beim ersten Mal noch als reine Spinnerei abgetan wurde, weswegen sie nur eine geringe Strafe auferlegt bekamen. Als man sie jedoch 1390 wieder verdächtigt hatte, wurden sie beschuldigt mit dem Teufel verkehrt zu haben und daraufhin verurteilt und hingerichtet.
Obwohl es keine Beweise dafür gibt, dass die von den Frauen beschriebene Gruppe tatsächlich existiert hat, weist sie eine beachtenswerte Ähnlichkeit mit anderen Zeugenaussagen von Gruppen aus Italien und dem restlichen Europa auf, z. B. die Anhänger von „Richella“ und der „weisen Sibillia“ (15. Jahrhundert, Norditalien), die „Benandanti“ (16. und 17. Jahrhundert, Norditalien), die „Armier“ (Pyrenäen), die „Căluşari“ und die „Livländischen Werwölfe“ (Rumänien), die „Kresniki“ (Dalmatien), die „Táltos“ (Ungarn) oder die „Burkudzauta“ (Kaukasien). Diese weit verbreiteten und oft wiederholten Motive wurden vom Historiker Carlo Ginzburg als Teil eines antiken, mythologisch komplexen Kultes identifiziert, der möglicherweise aus Zentraleurasien stammt.
Ginzburg folgerte, dass sich der Name Madonna Oriente vom lateinischen Domina Oriens, als Begriff für den Mond als Gottheit, herleitet. 